# Stiff Little Fingers
Stiff Little Fingers – północnoirlandzki zespół punkrockowy, założony w Belfaście w 1977. 

## Skład

### Aktualni Członkowie
- Jack Burns - wokal, gitara (od 1977)
- Ian McCallum - gitara (od 1998)
- Ali McMordie - gitara basowa (1977-1991 od 2006)
- Steve Grantley - perkusja (od 1996)

### Byli Członkowie
- Henry Cluney - gitara (1977-1993)
- Brian Faloon - perkusja (1977-1979)
- Gordon Blair - gitara basowa (1977)
- Jim Reilly - perkusja (1979-1981)
- Dolphin Taylor - perkusja (1981-1996)
- Bruce Foxton - gitara basowa (1991-2006)
- Steve Grantley - perkusja (1996-2006)

## Dyskografia
- Inflammable Material (1978)
- Nobody's Heroes (1980)
- Hanx! (1980) – live album
- Go For It (1981)
- Now Then (1982)
- All The Best (1983) – singles collection, 1978-83
- See You up There! (1989) – live album
- Flags and Emblems (1991)
- Get A Life (1994)
- Tinderbox (1997)
- Hope Street (1999)
- Guitar and Drum (2003)
- No Going Back (2014)